# アレン・ステバノヴィッチ
アレン・ステバノヴィッチ（セルビア語: Ален Стевановић, 1991年1月7日 - ）は、チューリッヒ出身のセルビアのサッカー選手。ポジションはFW。

## 来歴
2009年にインテル・ミラノに入団してサッカー選手としてキャリアを開始。その後はトリノFCなどイタリア国内のクラブでプレーした。2015年に母国のクラブであるパルチザン・ベオグラードに移籍した。また、セルビア代表としては2012年10月12日に行われた2014 FIFAワールドカップ・ヨーロッパ予選のベルギー代表戦でデビューし、国際Aマッチ3試合に出場した。
2018年より湘南ベルマーレへ完全移籍により加入した。2018年9月10日、クラブと双方合意の上で契約を解除したことが発表された。
2019年2月12日、ヴィスワ・プウォツクに1年半契約で加入した。

## 個人成績
| 国内大会個人成績 | 国内大会個人成績 | 国内大会個人成績 | 国内大会個人成績 | 国内大会個人成績 | 国内大会個人成績 | 国内大会個人成績 | 国内大会個人成績 | 国内大会個人成績 | 国内大会個人成績 | 国内大会個人成績 | 国内大会個人成績 |
| 年度             | クラブ           | 背番号           | リーグ           | リーグ戦         | リーグ戦         | リーグ杯         | リーグ杯         | オープン杯       | オープン杯       | 期間通算         | 期間通算         |
| 年度             | クラブ           | 背番号           | リーグ           | 出場             | 得点             | 出場             | 得点             | 出場             | 得点             | 出場             | 得点             |
| 日本             | 日本             | 日本             | 日本             | リーグ戦         | リーグ戦         | リーグ杯         | リーグ杯         | 天皇杯           | 天皇杯           | 期間通算         | 期間通算         |
| ---------------- | ---------------- | ---------------- | ---------------- | ---------------- | ---------------- | ---------------- | ---------------- | ---------------- | ---------------- | ---------------- | ---------------- |
| 2018             | 湘南             | 19               | J1               | 8                | 2                | 2                | 0                | 2                | 0                | 12               | 2                |
| 通算             | 日本             | 日本             | J1               | 8                | 2                | 2                | 0                | 2                | 0                | 12               | 2                |
| 総通算           | 総通算           | 総通算           | 総通算           | \|8              | 2                | 2                | 0                | 2                | 0                | 12               | 2                |

## 代表歴

### 試合数
- 国際Aマッチ 3試合 0得点（2012年-2013年）[6]

| セルビア代表 | 国際Aマッチ | 国際Aマッチ |
| 年           | 出場        | 得点        |
| ------------ | ----------- | ----------- |
| 2012         | 1           | 0           |
| 2013         | 2           | 0           |
| 通算         | 3           | 0           |